# St. Johannes Baptist (Herford)

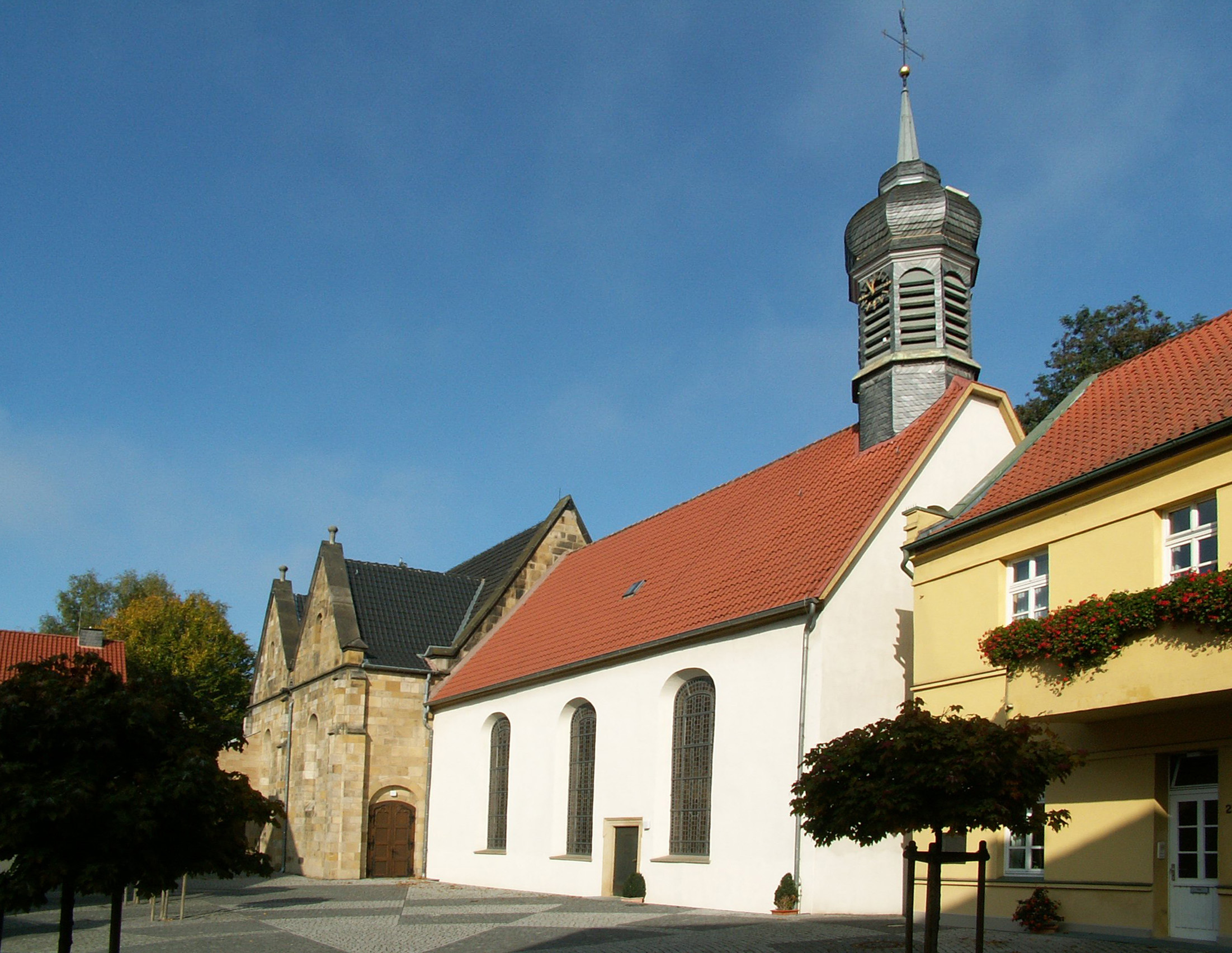
St. Johannes Baptist in Herford

St. Johannes Baptist ist die einzige katholische Innenstadtkirche der Kreisstadt Herford in Ostwestfalen-Lippe, Nordrhein-Westfalen. Strukturell gehören Kirche und Gemeinde zum Pastoralverbund Herford im Dekanat Herford-Minden des Erzbistums Paderborn. Sie war die Kirche der Johanniterkommende Herford.

## Geschichte

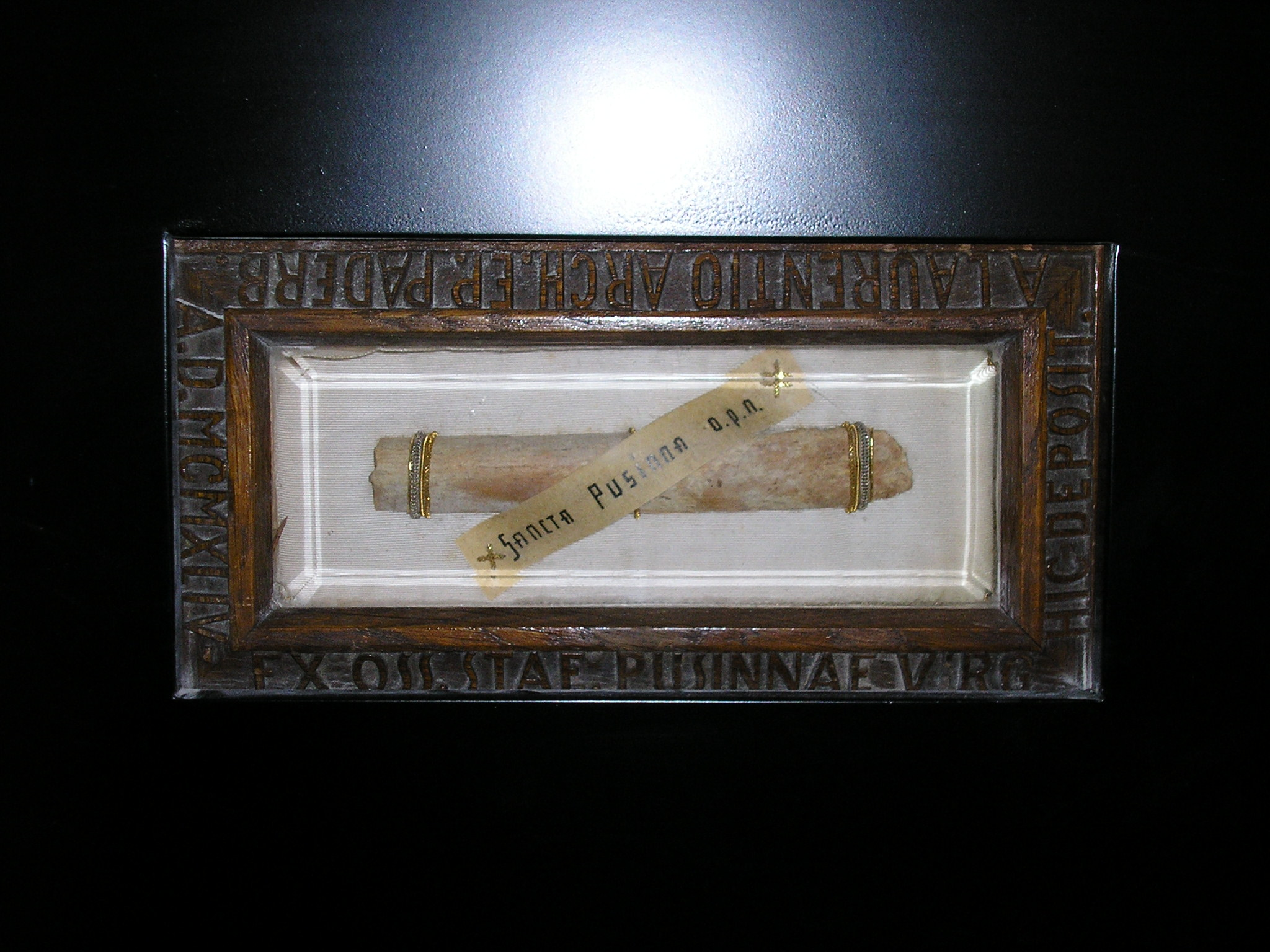
Reliquie der Heiligen Pusinna

Wohl in den Jahren 1230/31 wurde in der sog. Herforder Neustadt, deren Gründung Äbtissin Gertrud II. zur Lippe veranlasst hatte, eine Johanniterkommende angesiedelt. Die Mitglieder des Johanniter- bzw. Malteser-Ritterordens kümmerten sich hier um die Krankenpflege in Herford und erhielten deshalb reiche Schenkungen durch Adel und die Bürgerschaft Herfords. Die Kommende verfügte daher über Güter in der Nähe der Stadt sowie über Streubesitz. Im 14. Jahrhundert kam die Kommende in ökonomische Schwierigkeiten. Das heutige Pfarrhaus entstand 1468 als Neubau der Kommende.
Mit der Reformation wechselte ein Großteil der Bevölkerung in Herford zum lutherischen Bekenntnis. Die wenigen verbliebenen Katholiken nutzten die Kapelle der Kommende als Gotteshaus. 1645 gewann der Malteserorden einen Rechtsstreit um die Eigentumsrechte am Gotteshaus, so dass ab 1646 wieder ein römisch-katholischer Priester dort seinen Dienst versah. 1674 wurde die Malteserkapelle instand gesetzt.
Nach dem Tod des Kommendators Jacob van der Slart dürfte die Kommende Herford von den Kommendatoren in Lage mitverwaltet worden sein. Häufig setzten sie nun protestantische „Administratoren“ zur Beaufsichtigung ein.
1715 ließ der Komtur Johann Sigismund von Schaesberg die bisherige Kapelle durch eine barocke Saalkirche für den Orden ersetzen. Dies ist der ältere (östliche) Teil der heutigen Pfarrkirche.
1808 wurde die Malteserkommende im Rahmen der Säkularisation aufgehoben und der Besitz verstaatlicht. 1820 wurde die katholische Pfarrgemeinde St. Johannes Baptist für die Katholiken der Stadt Herford und der Umgebung errichtet.
1890/91 wurde ein neuromanischer Anbau im Westen der Kirche errichtet, in dem auch der Altarraum seinen Platz fand, der deshalb seither, anders als traditionell üblich, nicht im Osten, sondern im Westen der Kirche liegt. Im Osten entstanden dafür ein neugeschaffener Haupteingang und eine Empore. Der alte barocke Hochaltar wurde durch eine Kopie der Mindener Goldenen Tafel (s. u.) ersetzt. Das Altarbild des alten Hochaltars ist noch erhalten.
Im Jahre 1939 fand man in Heddinghausen Teile der Reliquien der Heiligen Pusinna, die im Zuge der Reformation aus dem Herforder Münster verbannt worden waren, und verbrachte sie 1949 in die St. Johannes-Kirche.
Von 1949 bis 1951 wurde der Innenraum der Kirche renoviert. In dieser Zeit wurden auch die Gemälde an Decke und Wänden des barocken Teils durch einen Prof. Thol in barockisierendem Stil erneuert. In den Jahren 1964 bis 1969 wurde der Innenraum im Zuge der Liturgiereform umgestaltet. Insbesondere entstanden Altar, Taufstein und Tabernakel. 1984 war die letzte Außen- und zwischen 2006 und 2008 die letzte Innenrenovierung.
Seit 1981 steht die Kirche unter Denkmalschutz.

## Ausstattung

### Barocker Teil
Im älteren barocken Teil findet sich an der Ostwand eine Pietà aus der Osnabrücker Schule. Sie ist eine Schnitzarbeit aus dem 16. Jahrhundert. Neben der Orgel befinden sich zwei jüngere Bilder, die 1949/51 entstanden. Eines zeigt Königin Mathilde, die Mutter Ottos des Großen. Sie wurde als Tochter von sächsischem Adel um 900 im Herforder Frauenstift erzogen. Das andere zeigt die Heilige Pusinna, deren Reliquien 860 von Binson in Frankreich nach Herford verbracht wurden. Aus der Überführung entwickelte sich Herford zum Wallfahrtsort. Das große Deckengemälde zeigt die Aufnahme Mariens in den Himmel.
Am Übergang zum neuromanischen Teil hängt an der Nordwand das ehemalige Altarbild der Kommende. Es zeigt die Taufe Jesu im Jordan und entstand 1715. Auf der gegenüberliegenden Seite ist eine Schutzengelgruppe des Barock aufgestellt. Im Mittelgang steht der Taufstein der Kirche.

### Neuromanischer Teil

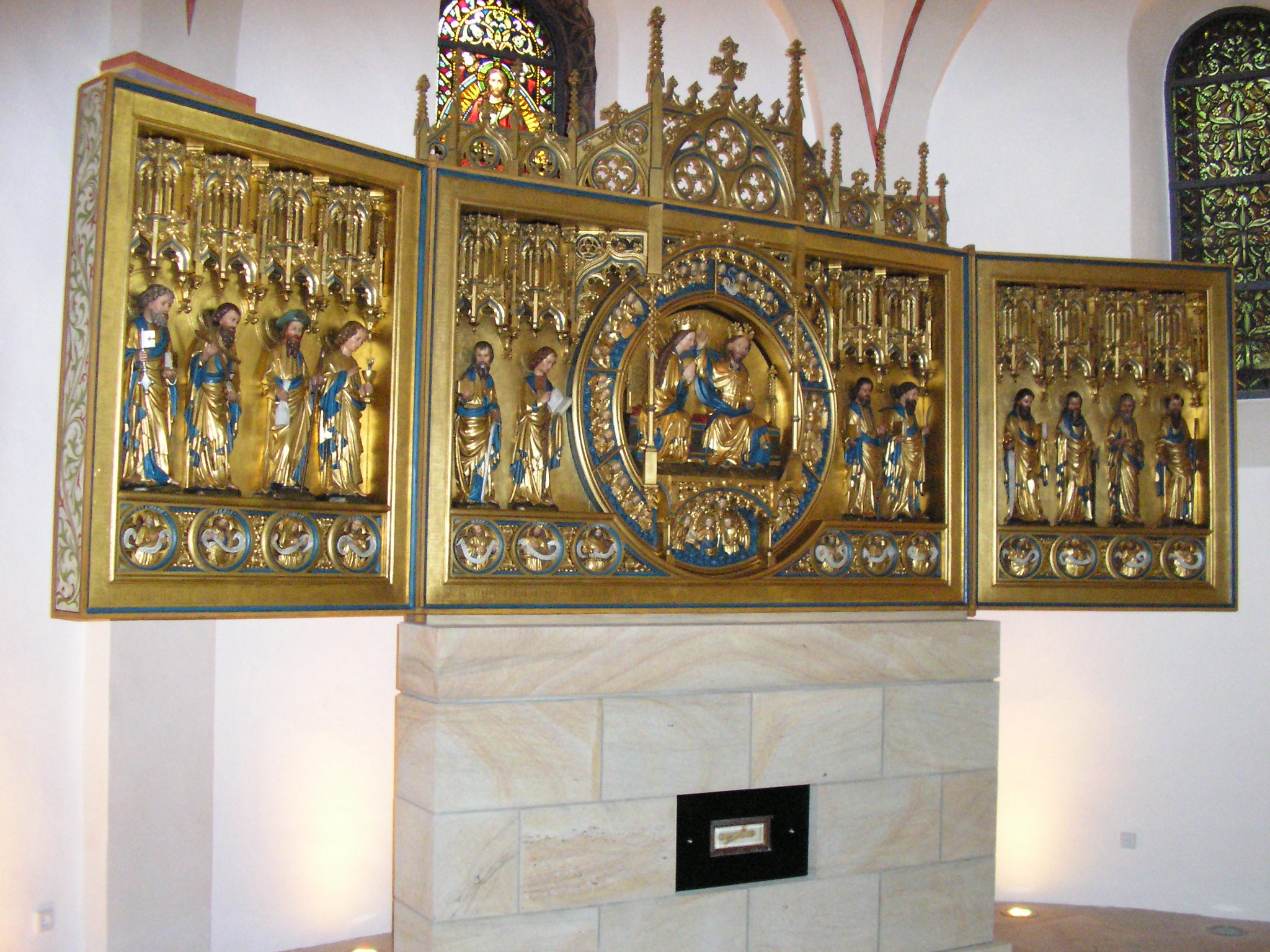
Kopie der Mindener Goldenen Tafel (Wiedenbrücker Schule)

Der neuromanische Teil besitzt drei Schiffe und ist dadurch breiter als der barocke. Die beiden Seitenschiffe bergen verschiedene Kunstwerke: Am vorderen Ende des rechten Seitenschiffs ist der neue Tabernakel aufgestellt, darüber hängt ein hölzernes Missionskreuz. Im linken Seitenschiff befindet sich an dieser Stelle eine Johannes-Statue, die im 19. Jahrhundert in der Wiedenbrücker Schule entstand. Gegenüber dem Tabernakel erinnert ein Gemälde des Heiligen Sebastian an Wilhelm Oberhaus, der 1942 im KZ Dachau starb. An der Nordwand des rechten Seitenschiffes findet sich ein Epitaph für Theodor Thorwesten, der im 17. Jahrhundert Verwalter im Dienst der Herren von Westfalen und ein Gönner der Kirchengemeinde war.
In der Apsis steht das Retabel des früheren Hochaltars. Es handelt sich um eine Kopie der sog. Mindener Goldenen Tafel (urspr. im Mindener Dom, heute im Berliner Bode-Museum), die 1891 durch den mit der Restaurierung des Originals betrauten Bildhauer Anton Mormann (1851–1940) (Wiedenbrücker Schule) angefertigt wurde. Die ursprünglich ebenfalls vorhandene Predella wurde nach der im Zuge des Zweiten Vatikanischen Konzils erfolgten Liturgiereform beseitigt und anlässlich der letzten Kirchenrenovierung durch einen modernen Sockel ersetzt, in den die Reliquien der Heiligen Pusinna eingelassen sind.
1950 erhielt der neuromanische Kirchenteil neue Fenster. Die rechten Fenster zeigen Szenen aus dem Leben Mariens, die linken Szenen aus dem Leben des Pfarrpatrons Johannes. Das mittige Fenster der Apsis hingegen ist noch historisch und zeigt den thronenden Christus. Es war zeitweilig beidseitig zugemauert und wurde erst Ende des 20. Jahrhunderts wiederentdeckt und freigelegt.

### Orgel

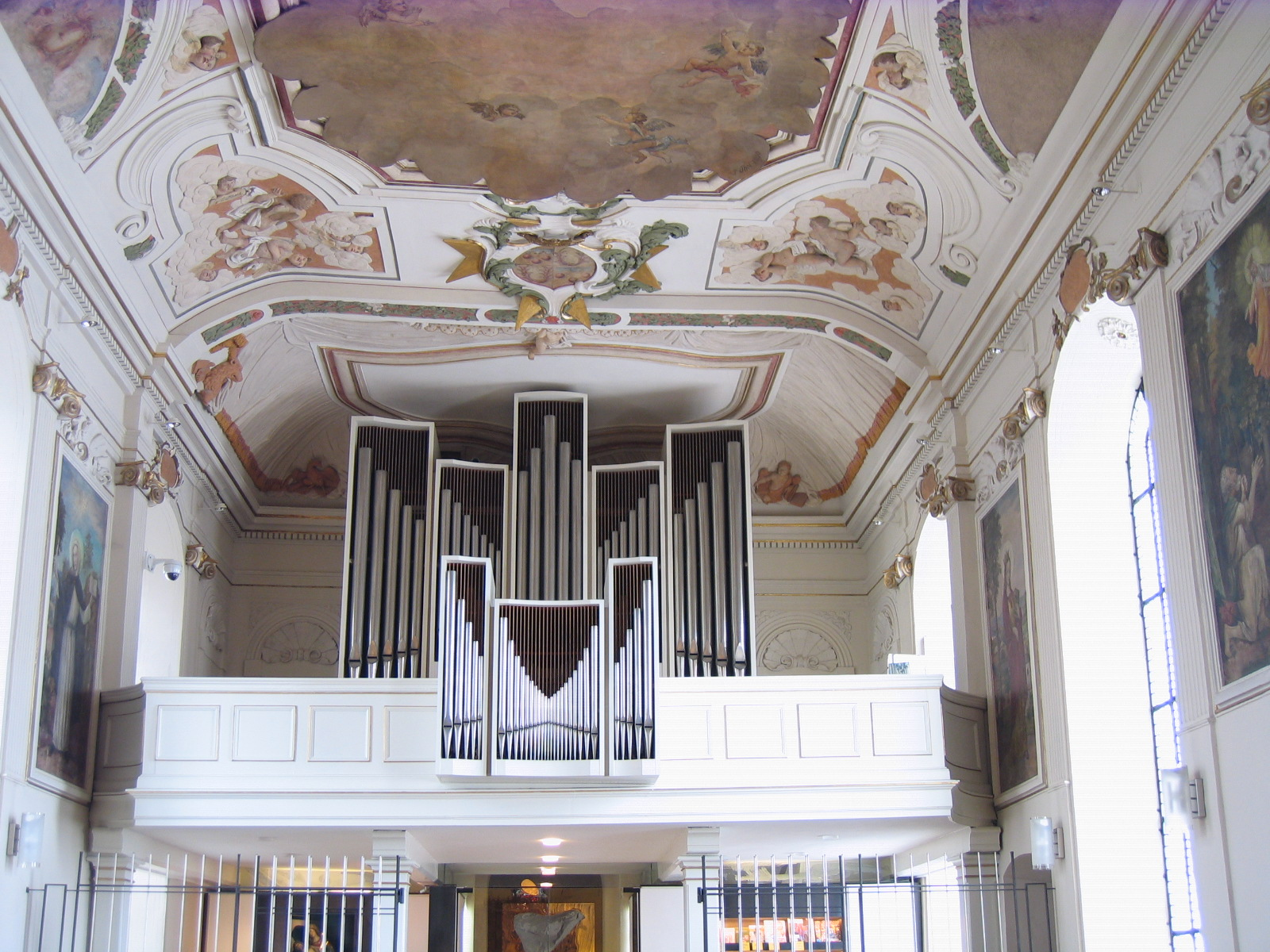
Blick auf die Orgel

Die Orgel wurde 1969 von dem Orgelbauer Gustav Steinmann neu erbaut. Das Schleifladen-Instrument hat 24 Register auf zwei Manualen und Pedal. Die Spieltrakturen sind mechanisch, die Registertrakturen sind elektrisch.
| I Hauptwerk C–g3 |       |
| Prinzipal        | 8′    |
| Spillflöte       | 8′    |
| Oktave           | 4′    |
| Rohrflöte        | 4′    |
| Nasat            | 2 ⁄3′ |
| Oktave           | 2′    |
| Mixtur V         | 1 ⁄3′ |
| Dulzian          | 16′   |
| Trompete         | 8′    |

| II Rückpositiv C–g3 |      |
| Holzgedackt         | 8′   |
| Prinzipal           | 4′   |
| Koppelflöte         | 4′   |
| Waldflöte           | 2′   |
| Oktave              | 1′   |
| Sesquialtera II     |      |
| Zimbel III          | 2⁄3′ |
| Vox humana          | 8′   |
| Tremulant           |      |

| Pedal C–f1      |     |
| Subbaß          | 16′ |
| Prinzipal       | 8′  |
| Pommer          | 8′  |
| Oktave          | 4′  |
| Nachthorn       | 2′  |
| Rauschpfeife IV |     |
| Fagott          | 16′ |

- Koppeln: II/I, I/P, II/P